# Odloženi
Matej Bor v romanu Odloženi (1980) opisuje moralno in eksistencialno propadanje slovenske družbe v letih 1960–1970. Rokopis romana Odloženi je hranjen na rokopisnem oddelku knjižnice Nuk. Naslov romana v rokopisu je Bližine.   

## Vsebina
Gregor Lemež, bivši partizan in falirani študent, je prisilni upravnik tovarne, ki je v stečaju. Ugotovi, da je njegov bivši direktor Zamuda kradel. Karl Varl pride po provizijo, ki naj bi si jo delil z Zamudo, zaradi odkritja Zamudove prevare tega ne dovoli. Gregor se na to odpravi v Beograd, kjer obišče svojega bivšega šefa Marka, kateremu zaupa nastalo situacijo. Ta mu iz svojih izkušenj tudi svetuje, kako tovarno spraviti iz krize. Naroči mu naj kupi opremo za tovarno preko Uviza v Münchnu. Za generalnega direktorja in predsednika okraja postavi Madonco, saj jim le tako občina zagotovi kredit. Vsi skupaj sklenejo kupčijo, Varl si prisvoji del denarja na račun tovarne, katerega nato z Gregorjem naložita v švicarsko banko.
Lemeževa partnerka Liza Rakar je bivša neuspešna študentka medicine, sedaj pa dela v pisarni zadruge. Je hčerka bivšega profesorja Ivana Rakarja, arhitekta, ki so ga izrinili s fakultete, in igralke Klare. Rakarjeva žena hoče prodati njihovo zemljo in se preseliti v dolino. To Rakarja tako prizadene, da naskrivaj odide v dom za ostarele. Liza zaskrbljena išče očeta po Ljubljani. Med tem sreča Gregorjevo bivšo ženo Vlasto s hčerko Mirico. Vlasta jo najprej prosi za preživnino, nato pa jo žali, da je frigidna. Pove ji, da ji je to povedal Gregor, ki se še vedno skrivaj videva z njo. Odloči se prekiniti razmerje z njim, saj mu ne zaupa več. Kmalu po tem Rakarja zadene kap. V bolnici ga istočasno obiščeta Liza in Gregor, tam se pogovorita in ponovno zbližata. Ko se Rakar vrne domov, ustreže ženi in proda posestvo Posečnikovino. Liza in Gregor se poročita.
Na poročnem potovanju ponovno srečata Vlasto. Ta dela zdaj kot Varlova tajnica. V Parizu srečata tudi Jamesa, Gregorjevega prijatelja, ki mu je med vojno rešil življenje. Takrat dobi Markov poziv, naj prenese denar, ki sta ga z Varlom naložila na švicarsko banko. Denar nato naloži v Jamesovo podjetje.
V drugem delu romana Odloženi Vlasta odkrije tajno knjigovodstvo. Od svojega šefa zahteva, naj se loči, od Gregorja pa polovico denarja. Med proslavljanjem 60-letnice direktorja Marinška se Gregor napije in povzroči prometno nesrečo. Okreva v bolnišnici, kjer ga Liza skrbno obiskuje. Poleg nje v bolnišnico pride Vlasta in ga tudi tam nadleguje za denar. Varl hoče Vlasto ubiti s plinom, a mu ne uspe. Zaradi poskusa umora ga Vlasta v zameno za molk izsiljuje za velike vsote denarja. Kasneje jo mrtvo najdejo ob avstrijski meji. Med preiskovanjem njene smrti zaslišijo tudi Gregorja. Ugotovijo, da je nedolžen. Gregor se z Lizo nenehno prepira zaradi njegove hčerke Mirice. Ko se enkrat huje spreta, Gregor prevara Lizo z njeno materjo Klaro. Gregor kasneje svojo hčerko odvede k Maridi, bivši služkinji Gregorjeve mame.
Rakar je razočaran, saj je več let delal načrte za gradnjo mest prihodnosti, vendar sta ga prehitela že dva druga arhitekta. Medtem se Gregor preseli v Afriko, po dveh letih se vrne v Slovenijo in poravna dolg tovarni. Povabijo ga na televizijo, kjer pripoveduje o provizijah, javno pa kritizira tudi Varla, ki ga niso kaznovali. Klara ga povabi na otvoritev novega doma, Rakarju pa otvoritev zatajijo. Rakar za otvoritev izve od služkinje Justine. Rakarju postane slabo, zato ga Gregor odpelje domov. Janez, Klarin ljubimec, Lizi izda, da jo je Gregor prevaral z njeno materjo. Liza se od žalosti napije in zatava v prepad ob Savi. Umre tudi Rakar. Gregorja obtožijo, da je ubil Lizo, vendar Kotfligl priča v njegovo korist, saj je na dan Lizine smrti reševal Rakarja, ki je z avtom obtičal v snegu. Gregor zaradi Janezove izdaje zažge novi dom, ki mu ga je Klara podarila. Gregor se od žalosti napije in obleži v snegu. Najdejo ga in ga odpeljejo v umobolnico. Na koncu živi od svoje invalidnine.

## Kritike
Roman Odloženi upodablja prelomno družbeno – politično resničnost šestdesetih let. Naturalizirano pripoved sestavljajo trije motivni skupki. V prvem je vse, kar je novega v povojni revoluciji, v drugem so liki, ki se okoriščajo z razpokami časa, v tretjem plemenitniki, ki ohranjajo stare značajske oblike in iščejo vrednih poti človekovega obstoja. Bor hoče doseči le veliko število bralcev. Snov je podarjena ideji. Po vsakem večjem zgodovinskem premiku določen del ljudi obleži, žrtve razduhovi vojna ali pa dožive tragični osebni polom. Novo gospodarsko ero 60. let spremljajo: upadanje družbene zavesti, potrošniška miselnost, deagrarizacija in urbanizacija. Strasti po imetju pa vzbujajo v posameznikih nagone nasilja. Gregor slepo zaupa predpostavljenim in se tako zapiše uničenju. Rakar pa ima avtobiografske poteze Mateja Bora. Kliče po poduhovljenem človeku, ki naj najde stik z naravo, terja način življenja, da človek vsak dan najde čas zase. Bor slika sive strani življenja in vzbuja v bralcu iluzijo, da je pripoved inačica življenjske resničnosti.
(Bohanec 1981: 7)
Odloženi se dogajajo šele v 60. letih, v času odprave okrajev gospodarske reforme, Rankovičeve afere in okupacije Češkoslovaške. Kot da bi bili napisani v povzdigo preteklosti in obsodbo sedanjosti, v čast tistim, ki ne morejo pozabiti povojne premočrtnosti, policijske ureditve in etatizma. Berilo ni preveč zamotano in njegovo sporočilo so kar na površini, vsebuje pa še elemente kriminalke. Vendar so njegovi kriminalci na neki način tudi patrioti in moralisti. Bolje kot v zabaviščih in velikih mestih se Borovi junaki znajdejo v gorenjskih hribih in kmečkih oštarijah. Odloženi so socrealistični roman. Gregorjeva moralistična odločitev pripelje do povračila škode tovarni Hydroinus. Odložene obremenjujejo nenadni in neverjetni preobrati, komaj zasilno fabuliranje in med seboj vse bolj podobni značaji. Glavni ugovor pa velja nenehnemu moraliziranju in konstrukciji glavnega junaka, ki je presenetljiva varianta socrealističnega modela. Gregor navsezadnje požge »novi dom« in ravna kot roka pravice, poruši gnezdo zla in ne podvomi v lastno nedolžnost. Ko doživlja svojo odloženost, se zanjo že tudi maščuje.
(Rupel 1981: 10)
V romanu Odloženi je opisano moralno in eksistencionalno propadanja nekega sloja slovenske družbe. To so razni osiveli vosovci, aktivisti, partizanski komandant, penzionirani ideologi ... propada tudi sloj predrevolucijskega meščanstva. V celotnem delu ni nobene pozitivne osebe, partizanska generacija je orisana enosmerno. Vsi nastopajoči so družbeno neosveščeni, kakršnihkoli zdravih sil ni mogoče identificirati. Namesto, da bi sprožil boj značajev in usod, se je Bor raje zatekel v obsežna rezonerska modrovanja, moralizatorske vložke, nizanje podatkov in v pasaže, ki spominjajo na novinarske komentarje. Termin "Odloženi" velja za Borove junake v moralnem smislu. Svoje like je Bor oblikoval tako, da so mu poosebili zablode in grehe: koristolovstvo, oblastiželjnost, gospodarski kriminal, karierizem ... Zgradba je preprosta, detektivsko napeta, nabita z vsakdanjim realističnim dogajanjem, zapleti pa so naivni in neverjetni.
(Kržišnik 1982: 125)
Bor je poskusil napisati psihološki roman, ki pa izraža tudi družbene dileme svojega časa. Vedno ustvari nekaj, kar je značilno za določen čas. Taka je bila pesem "Hej brigade", nato Daljave, kjer se Bor upira črno-beli tehniki označevanja glavnih junakov iz vojne. Tudi oblika Daljav je bila antikonvencionalna, Bor si je upal pisati brez uniforme. V odloženih Bor spet podaja neko ključno spoznanje našega časa, kar tudi enostavno pove. Odloženi so družinski portret neke družbene morale z neizprosnim prikazom osebnih tragedij. Glavni junak Gregor je še nosilec revolucionarne morale osebnega zaupanja in poštenja v razmerah konspiracije. Zato ne more dojeti, da bi za direktivami predstojnika bila kakšna sebična goljufija. Revolucija žre svoje žre svoje protagoniste - Bor nam prikazuje bolj humani vidik jugoslovanske revolucije, ki jih le odloži. Vsebina narekuje slog. Ironična sarkastična igra besed služi Boru za prehode v nove situacije. Odloženi so zelo dober roman našega časa.
(Prajs 1981: 4)